# شکنجه‌های دوره صفوی
شکنجه‌های دورهٔ صفوی به شکنجه‌هایی گفته می‌شود که در دورهٔ صفوی اعمال می‌شده و بسیاری از آن‌ها حتی در مقیاس زمانی و دورهٔ تاریخی خود، وحشتناک بوده‌اند. گروهی از تاریخ‌نگاران به دسته‌ای از خادمان شاهان صفوی اشاره می‌کنند که مجرمان را زنده‌زنده می‌خورده‌اند، یا به نمونه‌های دیگری از مجازات‌ها مانند انداختن مجرمان جلوی سگان آدم‌خوار اشاره کرده‌اند.

## مجازات‌ها و شکنجه‌ها
شکنجه‌های دوران صفوی شامل انواع متفاوتی بود. در بعضی مواقع شکنجه‌های وحشیانه‌ای در مورد مخالفان اعمال می‌شد. تاریخ‌نگاران به دسته‌ای از خادمان شاهان صفوی اشاره می‌کنند که مجرمان را زنده‌زنده می‌خوردند، یا نمونه‌های دیگری از مجازات‌ها مانند انداختن مجرمان جلوی سگان آدمخوار. چنین آمده است که بسیاری از این شکنجه‌ها و مجازات‌ها ریشه در رسوم قبایل چادرنشین ترک آسیای‌میانه‌ای داشت که از حامیان شاه اسماعیل صفوی بودند و او را در به قدرت رساندن یاری نمودند. از جملهٔ این رسوم که این حامیان وارد نمودند، زنده خوردن دشمنان و استفاده از جمجمهٔ دشمنان به‌عنوان جام بود. در دوران حکومت صفویان، دسته‌ای جلاد زنده‌خوار وجود داشت که به فرمان شاه، مقصرین را زنده‌زنده می‌خوردند. گاهی شاهان صفوی آنان را احضار کرده و دستور می‌دادند تا مجرمان را در جلوی چشمانش بدرند. این دسته از آدم‌خواران که در دربار شاه عباس نگهداری می‌شدند چیگین یا «چیک» قورچی‌ها نام داشتند. نقل است که لشکر چهل‌نفری آدم‌خواران شاه عباس، در همه‌جا او را همراهی می‌کردند و قربانیان را می‌خوردند. کریم نجفی برزگر، استاد تاریخ صفوی، عنوان می‌کند که بسیاری از این اعمال، تحت عنوان گسترش شیعه و اسلام توجیه می‌شد. به‌طورکلی صفویان تمایل داشتند که مشروعیت فرمانروایی خود و جانشینان خود را با اسلام، توجیه کنند.
از دیگر شکنجه‌ها و مجازات‌های دوران صفوی، زنده‌زنده کندن پوست مجرمان و مخالفان و پُرکردن پوست آنان با کاه یا آویزان کردن مخالفان و انداختن آنان جلوی سگ‌های آدم‌خوار بود. همچنین کندن اعضای بدن مخالفان، ریختن سرب داغ در گلوی مجرمان، جوشاندن مجرمان در روغن جوشان، ریختن باروت در لباس مجرم و منفجرکردن آن از دیگر شکنجه‌های رایج در آن دوران بود.
ژان شاردن، جهانگرد فرانسوی، این‌گونه نقل کرده است:
«روزی، چند نفر را در نزد شاه صفی شمشیر می‌زدند. محمدتقی، از اهالی گناباد، که منجم دربار بود، حضور داشت و برای این‌که وحشیگری‌ها را نبیند چشمانش را بسته بود. شاه صفی متوجه این موضوع شد و بلافاصله دستور داد تا چشمان محمدتقی را از حدقه درآورند.»
پیرقلی‌بیگ، فرستادهٔ شاه عباس به روسیه، پس از بازگشت به ایران، به دستور شاه، زبان از حلقش بیرون آورده شد و چشمانش از حدقه بیرون آمد. نقل شده است که به فرمان شاه اسماعیل دوم، بیشتر کسانی که در مراسم مذهبیِ سَب شرکت داشتند، به‌عنوان مجازات، قطعه‌قطعه شدند. همچنین، با رعیت به‌مانند بردگان رفتار می‌شد و مطابق سیاستِ رسمی، آن‌ها حق ترک زمین‌های کشاورزی را نداشتند. زمین‌داران بزرگ، معمولاً برای بازگرداندن کشاورزان فراری، دست به دامان دولت می‌شدند و رعایایی که فرار می‌کردند مجازات می‌شدند.